# Alketas (Diadoche)

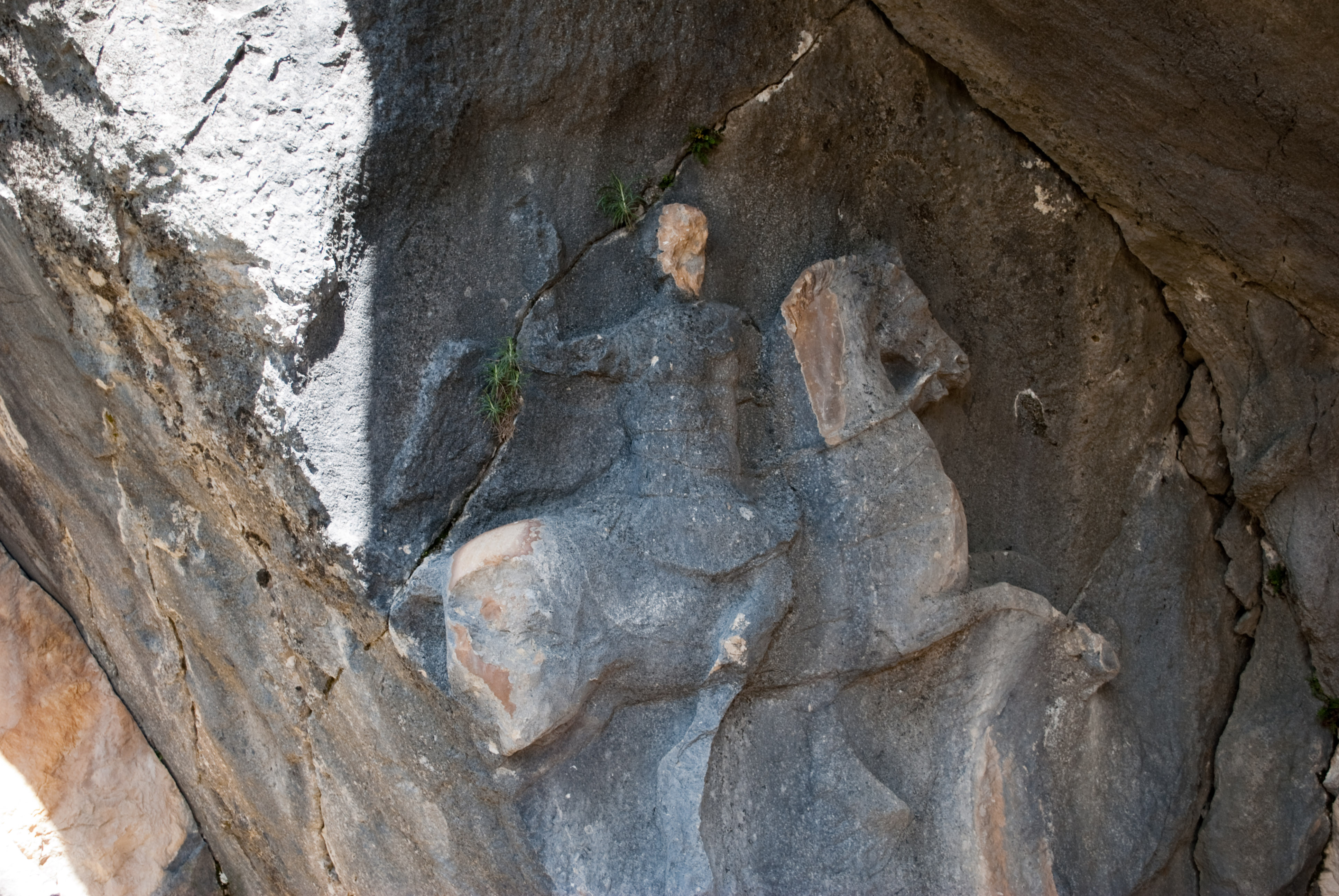
Relief eines Reiters vom möglichen Grab des Alketas in Termessos

Alketas (altgriechisch Ἀλκέτας Alkétas; † 319 v. Chr. in Termessos), Sohn des Orontes, war ein makedonischer Feldherr Alexanders des Großen und einer seiner Diadochen. Er war ein jüngerer Bruder des Perdikkas.
Während des Asienfeldzuges Alexanders folgte Alketas um 331 v. Chr. seinem Bruder als Befehlshaber der lynkestischen und orestischen Phalanx nach.
Nach Alexanders Tod 323 v. Chr. in Babylon unterstützte er seinen Bruder, der die Regentschaft des Alexanderreichs übernommen hatte. Als 322 v. Chr. die kriegerische Makedonenprinzessin Kynane nach Asien zog, um ihre Tochter Eurydike mit König Philipp III. Arrhidaios zu verheiraten, wurde Alketas von seinem Bruder ihr entgegen gesandt, um dies zu verhindern. Er erschlug Kynane, musste aber dennoch auf Druck der ihm unterstehenden Krieger die Hochzeit geschehen lassen. Zu Beginn des ersten Diadochenkrieges kämpfte Alketas an der Küste Kleinasiens gegen Antipater und Krateros, während sich sein Bruder gegen Ptolemaios (I.) in Ägypten wendete. Perdikkas wurde dort 320 v. Chr. ermordet, beider Schwester Atalante hingerichtet.
Alketas und die übrigen Anhänger seines Bruders wurden darauf von den Siegern auf der Konferenz von Triparadeisos geächtet und in Abwesenheit zum Tode verurteilt. Zusammen mit seinem Schwager Attalos übernahm Alketas nun die Führung der Perdikkaner, verweigerte dabei aber den Zusammenschluss mit Eumenes von Kardia, weil er den gebürtigen Griechen nicht als Anführer anerkennen wollte. Ausgerüstet mit einer starken Flotte und dem Schatz seines Bruders konnte sich Alketas in Karien festsetzen, nachdem er einen Sieg über Asandros errungen hatte. Anschließend drang er bis nach Pisidien vor, wo er aber im Frühjahr 319 v. Chr. in der Nähe von Kretopolis von Antigonos Monophthalmos überrascht und vernichtend geschlagen wurde. Alketas gelang die Flucht vom Schlachtfeld in das nahe Termessos, wo er mit der Unterstützung der jungen Stadtbevölkerung ein neues Heer aufstellen wollte. Als die Stadt aber von Antigonos erreicht wurde, wollten die Stadtältesten ihn ausliefern. Bevor es dazu kam, beging Alketas Selbstmord, sein Leichnam wurde an Antigonos übergeben, der ihm eine Bestattung verweigerte und ihn stattdessen am Straßenrand liegen ließ.
Nach dem Bericht Diodors wurde der Leichnam des Alketas von den mit ihm sympathisierenden jungen Männern von Termessos geborgen und beigesetzt. Ein in den Ruinen der antiken Stadt befindliches Felsengrab, das ein Relief eines gerüsteten makedonischen Reiters enthält, wird als das seinige angenommen.